# Конгора
Ко́нгора — река в России, протекает в Пошехонском районе Ярославской области. Длина реки составляет 39 км. Площадь водосборного бассейна — 238 км².

## Течение
Исток реки находится в болото Курганово. Река течёт на юг по лесной болотистой, ненаселённой местности примерно через 3-4 км от истока она принимает правый приток Берёзовый, который течёт параллельно Конгоре и имеет примерно такую же длину. Уровень воды у места слияния составляет 149,7 м. Далее река продолжает течь на юг, все также по лесной и ненаселённой местности. Примерно в 7 км от устья характер реки меняется, у деревни Новосветка она поворачивает на запад и далее течёт мимо целого ряда деревень, которые в этом лесном краю сконцентрировались вдоль русла этой реки. При общем направлении на запад река на этом участке делает множество мелких петель. За Новосветкой по правому берегу деревня Камчатка, эта деревня выстроена вдоль правого притока Конгоры, ручья Еловый, который имеет длину около 3 км. Примерно через 2 км в Конгору впадает более крупный правый приток речка Талица. Длина Талицы около 9 км, она течёт в юго-западном направлении в лесном ненаселённом районе, высота воды у её устья 121,2 м. За устьем Талицы следует ненаселённая деревня Новосёлка, деревня Амур и Обновленское. В деревне Обновленской в Конгору впадает очередной правый приток — Выдрица. Далее следуют деревни Никольское и Соколово, напротив Соколова в реку впадает правый приток Бобров. Уровень воды в устье Боброва — 110 м. Следующий правый приток Денисов, за ним деревня Подрелино и урочище Илья. В урочище река принимает правый приток Талица-Труба, который впадает напротив деревни Андреевское. После урочища население по берегам, вблизи Ермаково, становится ещё плотнее. Следуют населённые пункты Копнинское, Рождественно, Климовское, Селянино, Бродово. После Бродово реку пересекает трасса Пошехонье — Череповец. За ней Бабино на правом и Ескино на левом берегах и непосредственно за ними устье в Рыбинском водохранилище.

## Данные водного реестра
По данным государственного водного реестра России относится к Верхневолжскому бассейновому округу, водохозяйственный участок реки — Рыбинское водохранилище до Рыбинского гидроузла и впадающие в него реки, без рек Молога, Суда и Шексна от истока до Шекснинского гидроузла, речной подбассейн реки — Реки бассейна Рыбинского водохранилища. Речной бассейн реки — (Верхняя) Волга до Куйбышевского водохранилища (без бассейна Оки).
Код объекта в государственном водном реестре — 08010200412110000009755.